# La Paloma (Nonell)
La Paloma es una pintura realizada por Isidre Nonell el 1904. Actualmente se expone en el Museu Nacional d'Art de Catalunya.

## Historia
Isidre Nonell fue uno de los grandes pintores catalanes de la segunda generación modernista catalana: formó parte de la Colla del Safrà, fue tertuliano habitual de Els Quatre Gats y fue a París en 1897 con Ricard Canals. Alejado de la moda del momento, Nonell creó un lenguaje marcadamente expresionista, con una paleta de tonos muy oscuros, fruto de la atracción que sentía por los personajes marginales y desarraigados, especialmente por las figuras de gitanas. Pese al rechazo inicial de la crítica conservadora, figuras femeninas como la de «La Paloma», menos angustiantes que las de los primeros años y con facciones más singularizadas, le otorgaron el reconocimiento del público poco antes de su prematura muerte.